# 大分県道617号鳥越湯布院線
大分県道617号鳥越湯布院線（おおいたけんどう617ごう とりごえゆふいんせん）は、大分県宇佐市から由布市に至る一般県道である。

## 概要
宇佐市安心院町鳥越から由布市湯布院町川南に至る。
終点付近では由布院温泉付近を通過する。

### 路線データ
- 起点：大分県宇佐市安心院町鳥越[1]（大分県道50号安心院湯布院線交点）
- 終点：大分県由布市湯布院町川南（石松三差路交差点、大分県道・熊本県道11号別府一の宮線交点）

## 歴史
- 1973年（昭和48年）4月2日 - 大分県告示第250号により鳥越湯布院線として路線認定[2]。

## 地理

### 通過する自治体
- 宇佐市
- 由布市

### 交差する道路
| 交差する道路                       | 市町村名 | 交差する場所 | 交差する場所             |
| ---------------------------------- | -------- | ------------ | ------------------------ |
| 大分県道50号安心院湯布院線         | 宇佐市   | 安心院町鳥越 | 起点                     |
| 大分県道616号塚原天間線            | 由布市   | 湯布院町塚原 |                          |
| 大分県道216号別府湯布院線          | 由布市   | 湯布院町川上 | 新町（旧：湯布院）交差点 |
| 大分県道・熊本県道11号別府一の宮線 | 由布市   | 湯布院町川南 | 石松三差路交差点 / 終点  |

### 沿線
- 由布市立塚原小学校
- 陸上自衛隊湯布院駐屯地
- 由布院温泉
- JR九州久大本線 由布院駅